# Nový záporožský most přes Dněpr
Nový Záporožský most přes Dněpr (ukrajinsky Новий міст через Дніпро) je dálniční most přes Dněpr s řízeným přístupem ve výstavbě v Záporoží v Záporožské oblasti na Ukrajině. Výstavba mostu byla zahájena v srpnu 2004 a první část mostu byla s výrazným zpožděním a překročením nákladů otevřena 22. ledna 2022. Most byl v tento den slavnostně otevřen prezidentem země Volodymyrem Zelenským. Celý přejezd se skládá z dvou mostů, jedním visutým zavěšeným a druhým bez zavěšení s podpěrnými sloupy. Oba mosty jsou tvořeny dvěma samostatnými mostovkami, které jsou v případě visutého mostu nezávisle na sobě zavěšeny na pilony a v případě mostu bez zavěšení každý se svou podpůrnou konstrukcí. Celková délka díla je 5 600 metrů. Most dosahuje výšky 151 metrů, címž se stane nejvyšším na Ukrajině a osmým největším v Evropě.

## Detaily
Most se skládá ze dvou mostovek, každá pro jeden jízdní směr o celkové délce zhruba 5,6 km. Dlouhé mostové konstrukce spojí východní a západní břeh Dněpru. Projekt dálnice a mostu se skládá ze šesti mimoúrovňových křižovatek, centrálního dvoupodlažního mostního pole a 27 nadjezdů. Stavba mostu a projektu obchvatu začala 30. srpna 2004, přičemž západní mostovka mostu byla dokončena v roce 2022 a otevřena pro veřejnost. Stavba východní mostovky byla zastavena 24. února 2022 v důsledku ruské invaze na Ukrajinu. Celkové náklady na projekt se prozatím odhadují na 11,9 miliard hřiven, nebo 460 miliard amerických dolarů.
Před výstavbou tohoto díla existovaly v Záporožské oblasti pouze dva mostní přechody, přičemž oba se nacházely v Záporoží. Jedním z nich byla hráz vodní elektrárny Dněpr a most Preobraženskyj. Další alternativní přechody se nacházejí v sousedním městě Dnipro, což je ale příliš daleko.

## Historie
Most byl koncipován jako projekt, který by spojoval východní a západní břehy Dněpru tím, že by procházel ostrovem Chortycja. Koncepce projektu byla zahrnuta do hlavního plánu města Záporoží 1965 až 1985. V roce 1980 Sojuzdorproekt a Dněprogradský institut vypracovaly studii proveditelnosti nového mostního přechodu. Stát jej však odmítl zavést do 12. pětiletky kvůli obavám o životní prostředí souvisejícím s ekologii ostrova Chortycja. V roce 1987 byl dokončen návrh mostu a i přes tyto námitky byl schválen Radou ministrů SSSR.
Po rozpadu Sovětského svazu a vzniku suverénního státu Ukrajiny, přijala v roce 1997 městská rada města Záporoží nový hlavní plán rozvoje města, který určil výstavbu nového dálničního/silničního mostu, který bude postaven paralelně s mostem Preobraženskyj. Tehdy bylo plánováno postavit dílo o celkové délce až 9,7 kilometrů a délka samotných mostovek by byla 660 metrů. Podle tohoto schváleného plánu měl být nový most dokončen do roku 2011 za cenu 1,9 miliardy hřiven, což v tehdejších cenách bylo 356 milionů dolarů. Samotná výstavba započala v roce 2004. Starosta Záporoží Jevhen Kartašov tehdy poblahopřál dodavatelům k prvnímu úspěšnému dni práce. Stavba se ale krátce po zahájení zastavila.
V roce 2010, 6 let po zahájení stavby, schválila vláda dodatky k projektu, které zvýšily plánovanou délku mostu o 80 metrů. V důsledku změny designu bylo plánované otevření mostu odloženo na rok 2013 a náklady na stavbu vzrostly na 5,3 miliardy hřiven, 664 milionů dolarů v cenách z roku 2010. V roce 2014 byla stavba mostu zastavena z důvodu zrušení financování. Do doby zrušení bylo na stavbu mostu vynaloženo 2,4 miliardy hřiven. V roce 2015 měl projekt revidované odhadované náklady na 6,6 miliardy hřiven (302 milionů dolarů). Později poskytl stát dalších 250 milionů hřiven. Stavba byla později obnovena.
V roce 2017 byly práce na mostě opět zastaveny z důvodu konstrukčních a inženýrských problémů. Práce na mostě byly obnoveny v roce 2018, přičemž východní břeh Záporoží a ostrov Chortycja byly nakonec spojeny mostovkou o délce 450 metrů. V důsledku frustrace kolem průtahů při dokončení mostu se konal protest k 15. výročí zahájení stavby. Událost se konala na nedokončené části mostovky přes Dněpr. Aktivisté vztyčili ceduli na východním břehu stavby s výzvou ministerstvu infrastruktury Ukrajiny, aby stavbu konečně dokončilo. Aktivisté zde také vytvořili nástěnku hanby, kde byly vyobrazeni politici, kteří slíbili dokončení. Společně s nástěnkou se také poblíž na cházel skutečný kamenný náhrobek s označením „Záporožský most, 30. srpna 2004 – ?.., Městu most!“ 
V roce 2020, v rámci národního programu „Velká stavba“, ukrajinsky „Велике будівництво“, iniciovaného prezidentem Ukrajiny Volodymyrem Zelenským, byly na mostě znovu zahájeny práce. V únoru 2020 se na aukčním webu Prozorro konala dražba, kterou vyhrála turecká společnost Onur Taahhut Tasimacilik Insaat Tic. ve Sanayi A.S. Dne 10. dubna 2020 vydala Státní architektonická a stavební inspekce Ukrajiny povolení k obnovení stavebních prací. V prosinci 2020 byla provedena zkouška přejezdu mostu. Na zkoušku dohlížely dvě skupiny geodetů zhotovitele Onur Taahut a nezávislého technického dozoru rakouské společnosti 1C-Consulenten.
V červenci 2021 byl použit plovoucí jeřáb LK-800 Zachary k instalaci páté části mostovky. Tento konkrétní jeřáb byl použit i ke stavbě Podilského mostu v Kyjevě, kde jeřáb později havaroval, byl repasován a poslán do Záporoží. Do konce července byla dokončena instalace poslední šesté mostovky o váze 700 tun a délce 80 metrů. Po ukončení těchto prací bylo postaveno celkem 660 metrů mostovky. Následující měsíc začali dodavatelé na mostě betonovat zavěšené pylony. V předvečer Dne státní vlajky a u příležitosti 30. výročí nezávislosti Ukrajiny byla východní část mostovky osvětlena modro-žlutě, co znázorňovalo vlajku Ukrajiny a navíc byla vyvěšena obrovská látková vlajka Ukrajiny na pilony mostu.
V říjnu 2021 byla dokončena většina částí mostovky spojující dva břehy řeky Dněpr a začaly práce na instalaci kabelů. Na most byly instalovány LED žárovky v národních barvách.
Dne 22. ledna 2022 byla východní mostovka zpřístupněna dopravě a slavnostně otevřena za přítomnosti prezidenta Volodymyra Zelenského. Provoz byl zahájen v 16:00 kyjevského času. Další práce na západní mostovce byly zastaveny v důsledku ruské invaze na Ukrajinu 24. února 2022. Další plány a datum konečného otevření nejsou známy.

## Galerie

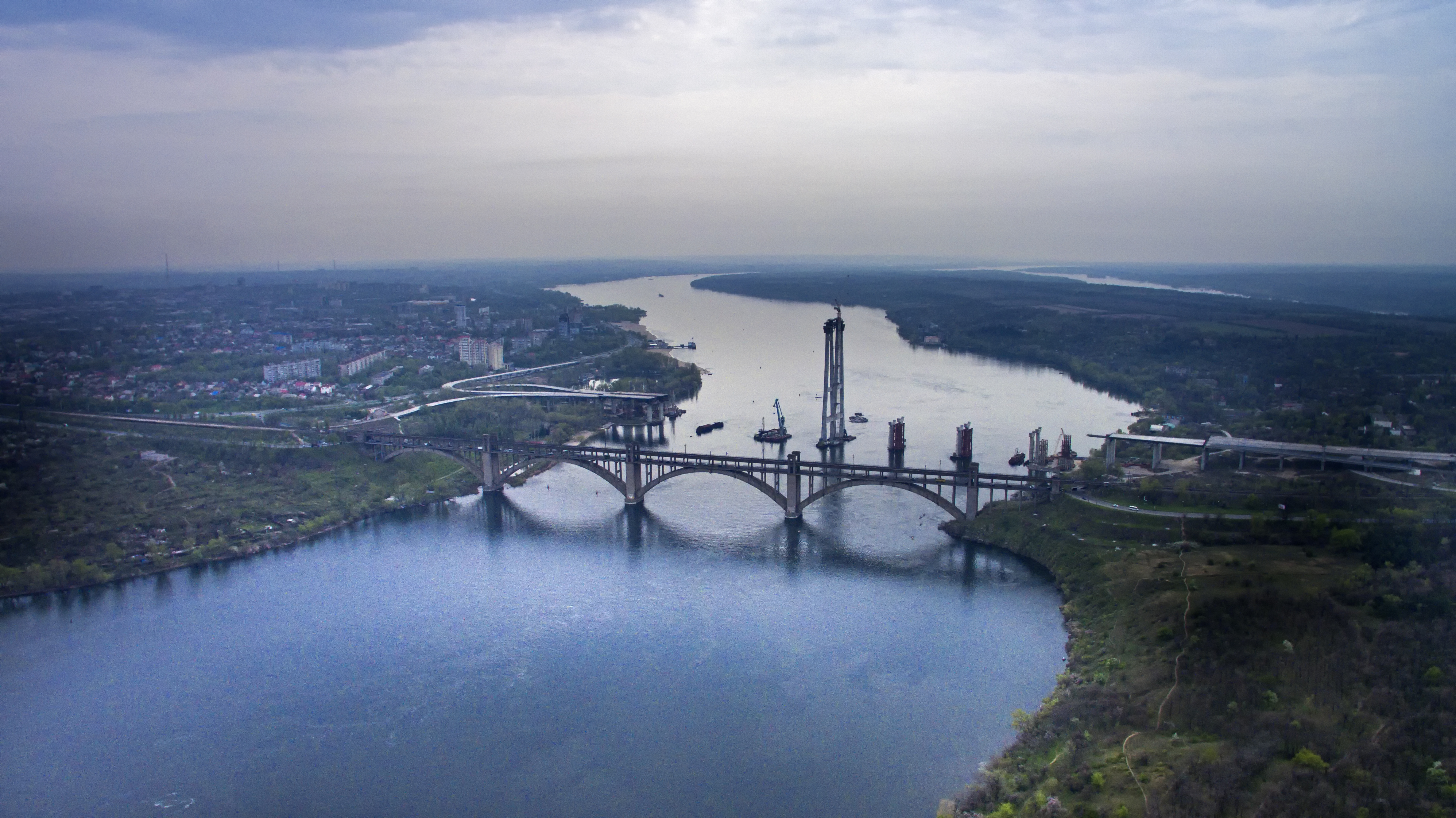
Výstavba mostu v roce 2016
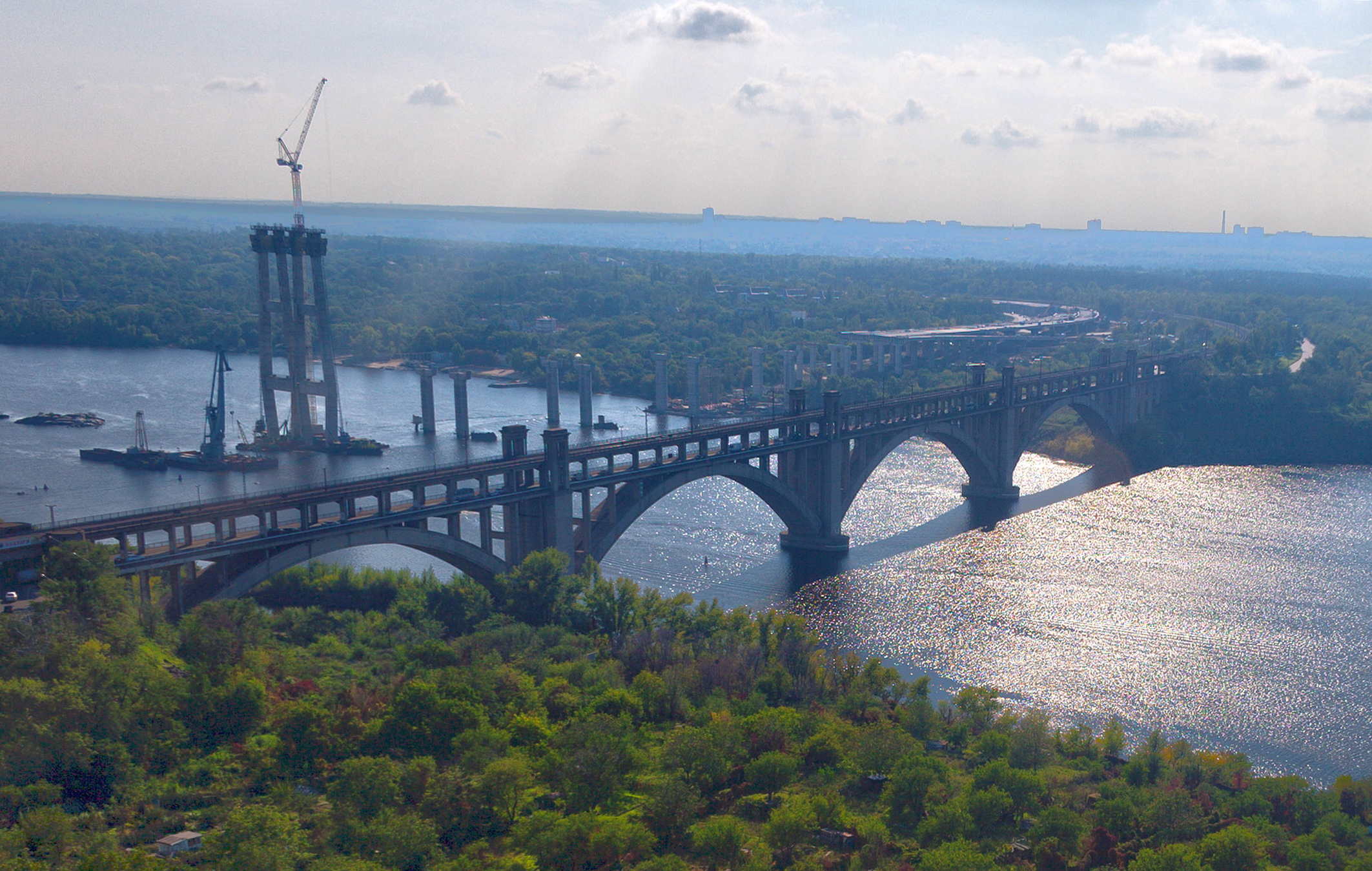
Panorama výstavby v roce 2012
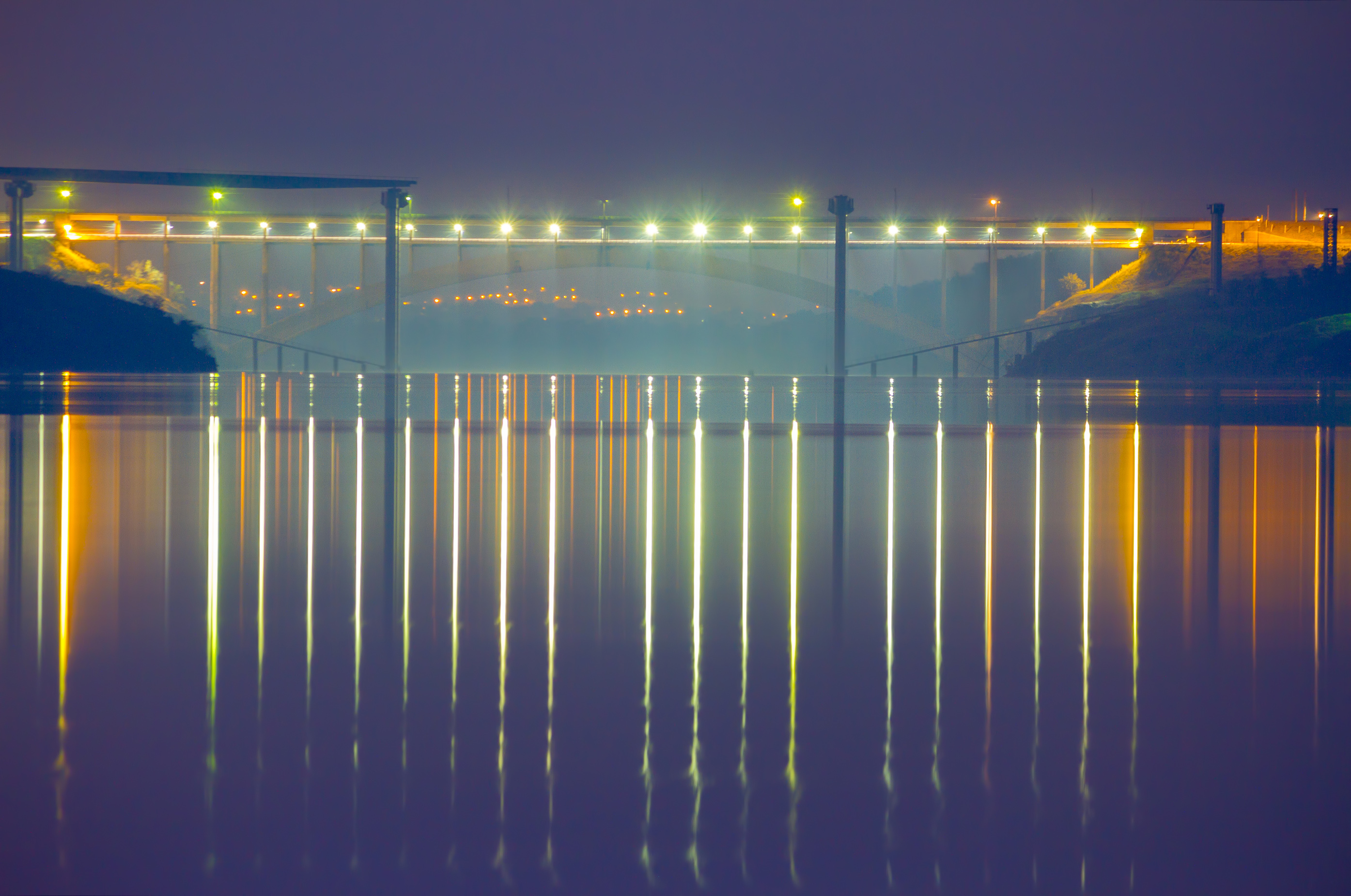
Výstavba mostu v roce 2012 se starým osvětleným mostem v pozadí
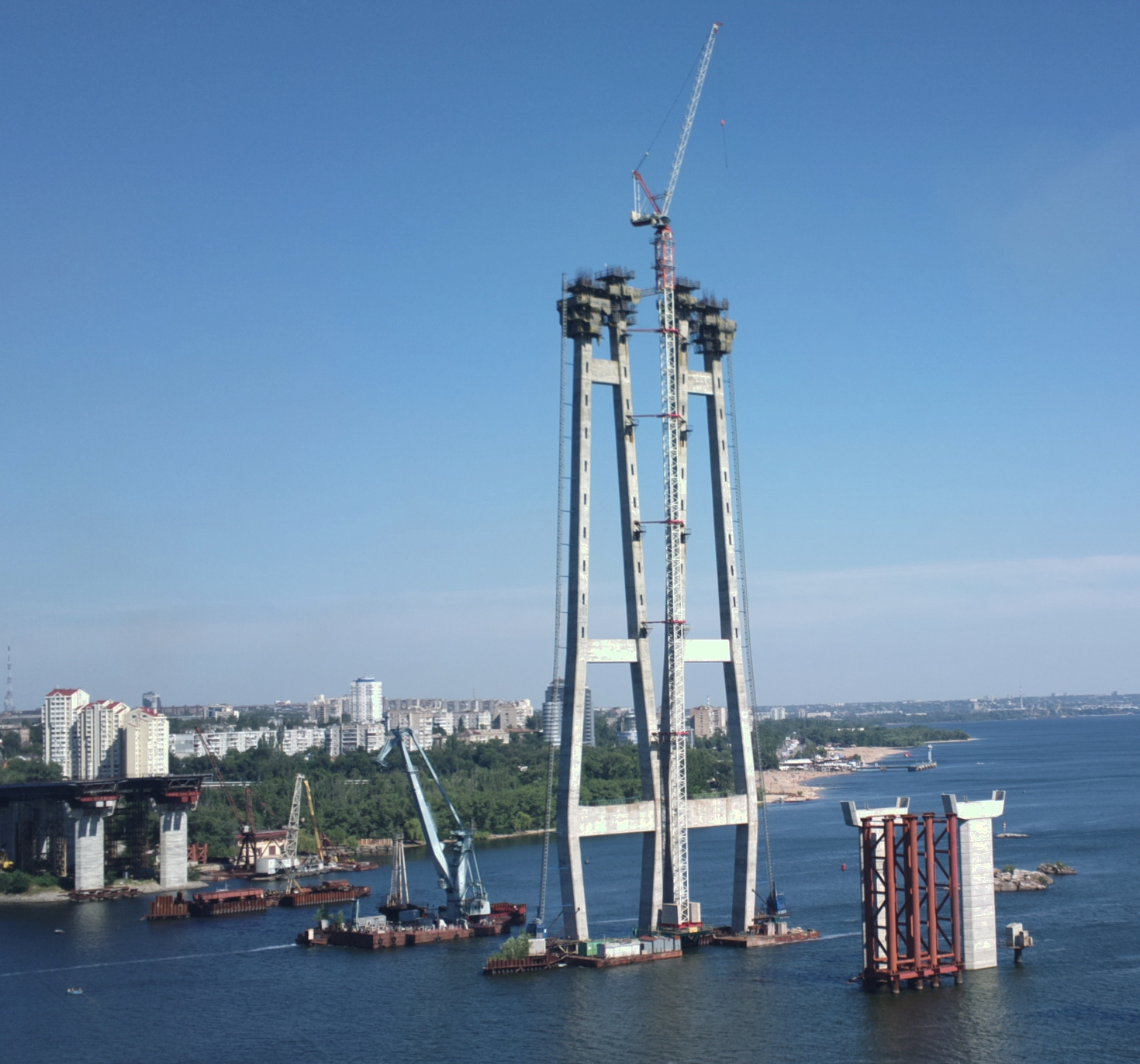
Dokončování hlavního pylonu, 2015